# Kloster Frénouville
Kloster Frénouville war von 1816 bis 1817 ein Kloster der Trappistinnen in Frénouville (Département Calvados).

## Geschichte
Augustin de Lestrange gründete 1816 für einen Teil der von Kloster Riedera in der Schweiz in das heimatliche Frankreich zurückwandernden Trappistinnen in Frénouville bei Caen das Kloster Notre-Dame de Toute Consolation (Maria Trösterin), doch erwies sich die Gründung als nicht tragfähig, so dass die Nonnen nach sechs Monaten unter Beibehaltung des Namens nach Lyon, Heimatort der Oberin Marie du Saint-Esprit (Dorothée) Allard (* 1755), weiterwanderten, zuerst nach Caluire (heute: Caluire-et-Cuire) bei Lyon, und von dort 1820 in das Kloster Lyon-Vaise.